# Madison County (Florida)
Madison je okres (county) amerického státu Florida založený v roce 1827. Správním střediskem je město Madison. Leží na severu Floridy u hranic se státem Georgie.
Je jedním z 19 okresů tohoto jména v USA.

## Sousední okresy
- Sever – Brooks County (Georgie)
- Severovýchod – Lowndes County (Georgie)
- Východ – Hamilton County
- Jihovýchod – Suwannee County, Lafayette County
- Jih – Taylor County
- Západ – Jefferson County